# Velkofilm
Velkofilm je označení pro rozsáhlý hraný film, který je typický velkým množstvím proinvestovaných peněz, herců (včetně rozsáhlého komparsu), rekvizit, filmových staveb, speciální i filmové techniky, náročných exteriérů, filmových triků apod. Nejčastěji se jedná o snímky s historickou, válečnou nebo katastrofickou tematikou, které vyžadují nasazení velkého množství osob v davových scénách, například při zobrazení velkých vojenských střetů či bitev.

## Příklady

### České země a Československo
- Svatý Václav
- Sokolovo
- Dny zrady
- Osvobození Prahy
- Proti všem
- Lidice

### Zahraniční
- Vojna a mír (film, 1956) - první pokus o historický americký velkofilm
- Kleopatra (film, 1963) - ve své době vůbec nejdražší americký historický velkofilm
- Titanic (film, 1997) - nejznámější katastrofický velkofilm o ztroskotání lodi Titanic v roce 1912
- Star Wars - série space opera filmů